# 철의 꿈
"철의 꿈"(A Dream of Iron)은 한국에서 제작된 박경근 감독의 2013년 다큐멘터리 영화이다. 김경미 등이 제작에 참여하였다.

## 목소리 출연
- 박경근

## 기타
- 제작회계: 김경숙
- 공동제공: 김난숙
- 공동제작: 박치현
- 공동프로듀서: 진지현
- 수중촬영: 김동식
- 조연출: 박준호
- 조연출: 김범일
- 믹싱: 정성환
- 마케팅: 김난숙
- 항공촬영: 박용규
- 기획어드바이저: 김웅기
- 로케이션코디네이터: 홍수희
- 영화제어시스턴트: 윤나경
- 한국배급어드바이저: 김정민
- 영문번역: 캔디고
- 그래픽디자인: 정영훈
- 디렉터어시스턴트: 방예진
- 보조촬영: 박준호
- 보조촬영: 패트릭 스미스
- 3D촬영: 김병일
- 3D촬영보조: 김도영
- 3D촬영보조: 최민지
- 3D촬영보조: 김주형
- 3D촬영보조: 박정민
- 3D후반: 김영근
- 모형헬기촬영: 임완호
- 모형헬기촬영보조: 최두현
- 지미집: 신진우
- 지미집보조: 김희승
- 지미집보조: 김병국
- DCP: 최정곤
- 디지털색보정: 김민정
- 디지털색보정: 임학수